# Warner (Dakota du Sud)
Pour les articles homonymes, voir Warner.
Warner est une municipalité américaine située dans le comté de Brown, dans l'État du Dakota du Sud.
La localité doit probablement son nom à Warren Tarbox, dont le nom aurait été transformé en Warner.

## Démographie
| 1980 | 1990 | 2000 | 2010 | - | - |
| ---- | ---- | ---- | ---- | - | - |
| 322  | 336  | 419  | 457  | - | - |

Selon le recensement de 2010, Warner compte 457 habitants. La municipalité s'étend sur 0,28 milles carrés (0,73 km2).